# Nikolái Yarilovets
Nikolái Yarilovets –en ruso, Николай Яриловец, también escrito como Nikolai Iarilovets– (1999) es un deportista ruso que compite en escalada. Ganó una medalla de bronce en el Campeonato Europeo de Escalada de 2020, en la prueba de bloques.

## Palmarés internacional
| Campeonato Europeo | Campeonato Europeo | Campeonato Europeo | Campeonato Europeo |
| Año                | Lugar              | Medalla            | Prueba             |
| ------------------ | ------------------ | ------------------ | ------------------ |
| 2020               | Moscú (Rusia)      | Medalla de bronce  | Bloques            |